# 박미 (조선)
박미(朴楣, 1433년 9월 24일 ~ 1491년 5월 16일)는 조선 전기의 문신으로, 본관은 밀양(密陽), 자는 자첨(子瞻), 호는 존성재(存誠齋)이다. 박중손(朴仲孫)의 차남이다.

## 생애
1458년(세조 4) 직장(直長)으로 재직 중 문과에 급제했으며, 이듬해 정언(正言)으로 임명되었다.
1469년(예종 원년) 『세조실록』의 찬수관(纂修官) 중 한 명이 되었으며, 이후 사섬시부정(司贍寺副正), 군자감정(軍資監正), 이천부사(利川府使), 광주목사(光州牧使)를 거쳤다.
1489년(성종 20) 5월 동부승지(同副承旨)로 임명되었으며, 8월 좌부승지(左副承旨)를 거쳐 12월 예조참의(禮曹參議)에 이르렀다.
이듬해 이지(李持)·김극검(金克儉)·조지(趙祉)·박제순(朴悌順)·양자유(楊子由) 등 5명을 천거했으며, 1491년(성종 22) 졸했다. 향년 59세.

## 가족 관계
※『박중손 비명』과 『박미 처 강씨 묘지명』을 참고했다.
- 증조 -  박강생(朴剛生, 1369년 ~ 1422년) : 안변부사(安邊府使), 증 의정부찬성사(議政府贊成事)
  - 조부 -  박절문(朴切問, 1390년 ~ 1411년) : 권지교서관정자(權知校書館正字), 증 좌찬성(左贊成)
    - 아버지 - 박중손(朴仲孫, 1412년 ~ 1466년) : 밀산군(密山君), 공효공(恭孝公)
    - 어머니 - 공조정랑(工曹正郞) 문승조(文承祚)의 장녀
      - 형 - 박전(朴栴) : 부평도호부사(富平都護府使)
      - 동생 - 박건(朴楗, 1434년 ~ 1509년) : 밀원부원군(密原府院君), 공간공(恭簡公)
      - 부인 - 지돈녕부사(知敦寧府事), 대민공(戴敏公) 강석덕(姜碩德, 1395년 ~ 1459년)의 차녀
        - 장남 - 박의영(朴義榮, 1456년 ~ 1519년) : 병조참의(兵曹參議)
        - 차남 - 박광영(朴光榮, 1463년 ~ 1537년) : 경주부윤(慶州府尹)
        - 3남 - 박증영(朴增榮, 1464년 ~ 1492년) : 홍문관교리(弘文館校理)
        - 4남 - 박소영(朴召榮, 1465년 ~ 1518년) : 호조참의(戶曹參議)
        - 5남 - 박안영(朴安榮) : 요절